# 希登波爾蒂國家公園
希登波爾蒂國家公園（芬蘭語：Hiidenportin kansallispuisto）是芬蘭的一個國家公園。希登波爾蒂國家公園成立於1982年，面積45平方（17平方英里）。希登波爾蒂國家公園三分之二的面積被森林覆蓋。